# Uniara
Uniara é uma cidade e um município no distrito de Tonk, no estado indiano de Rajasthan.

## Geografia
Uniara está localizada a 25° 55′ N, 76° 01′ L. Tem uma altitude média de 266  metros (872  pés).

## Demografia
Segundo o censo de 2001, Uniara tinha uma população de 10,827 habitantes. Os indivíduos do sexo masculino constituem 51% da população e os do sexo feminino 49%. Uniara tem uma taxa de literacia de 56%, inferior à média nacional de 59.5%: a literacia no sexo masculino é de 70% e no sexo feminino é de 42%. Em Uniara, 16% da população está abaixo dos 6 anos de idade.